# 15 giugno
Il 15 giugno è il 166º giorno del calendario gregoriano (il 167º negli anni bisestili). Mancano 199 giorni alla fine dell'anno.

## Eventi
- 763 a.C. – Gli Assiri registrano un'eclissi solare
- 923 – Battaglia di Soissons: re Roberto I di Francia viene ucciso, re Carlo il Semplice viene arrestato dai sostenitori del duca Rodolfo di Borgogna
- 1094 – Reconquista: Valencia cade nelle mani di El Cid
- 1215 – Re Giovanni d'Inghilterra appone il sigillo reale sulla Magna Carta
- 1300 – Dante Alighieri viene eletto tra i Priori del comune di Firenze; resterà in carica fino al 15 agosto dello stesso anno
- 1389 – Battaglia del Kosovo: secondo il calendario giuliano, i turchi ottomani sconfiggono serbi e bosniaci
- 1444 – Cosimo il Vecchio fonda la Biblioteca Laurenziana
- 1520 – Papa Leone X minaccia di scomunicare Martin Lutero
- 1535 – Jacques Cartier è il primo europeo a raggiungere l'isola di Saint-Pierre
- 1616 – Pacifique Duplessis apre la prima scuola per bambini pellerossa in Canada, a Tadoussac
- 1656 – Bertuccio Valier viene eletto 102º Doge della Repubblica di Venezia
- 1667 – La prima trasfusione di sangue su un umano viene eseguita dal dottor Jean-Baptiste Denys, trasfondendo con successo del sangue di pecora in un ragazzo di 15 anni
- 1775 – Guerra d'indipendenza americana: George Washington viene nominato comandante in capo dell'esercito statunitense
- 1776 – L'esercito americano del Congresso continentale si ritira a sud, appiccando il fuoco a Montréal
- 1804 – Viene ratificato il XII emendamento della Costituzione degli Stati Uniti d'America
- 1814 – 500 statunitensi attraversano il lago Erie per incendiare e saccheggiare Port Dover e Long Point (Ontario)
- 1836 – L'Arkansas diventa il venticinquesimo Stato degli USA
- 1844 – Charles Goodyear ottiene un brevetto per il suo processo di rafforzamento della gomma
- 1846 – Il Trattato dell'Oregon stabilisce il 49º parallelo Nord come confine tra Stati Uniti d'America e Canada, dalle Montagne Rocciose allo Stretto di Juan de Fuca
- 1864
  - Guerra di secessione americana: inizia la battaglia di Petersburg
  - Viene fondato il Cimitero nazionale di Arlington
  - Viene fondata a Milano la Croce Rossa Italiana con il nome di "Comitato dell'Associazione Italiana per il soccorso ai feriti e ai malati in guerra"
- 1869 – John Wesley Hyatt brevetta la celluloide
- 1903 – L'Assemblea nazionale serba elegge al trono Pietro Karagiorgiević e restaura la costituzione liberale del 1889
- 1904 – La nave passeggeri riconvertita in nave da guerra SS Hitachi Maru e altri due vascelli vengono affondati nello Stretto di Tsushima durante la guerra russo-giapponese
- 1905 – La principessa Margherita di Connaught sposa Gustavo, principe della Corona di Svezia
- 1909 – Rappresentanti da Regno Unito, Australia e Sudafrica si incontrano a Lords e formano l'Imperial Cricket Conference
- 1911 – La Tabulating Computing Recording Corporation (IBM) diventa una società per azioni
- 1915 – Il 3º Reggimento alpini conquista la cima del Monte Nero in Slovenia
- 1917 – Papa Benedetto XV pubblica la lettera enciclica Humani Generis Redemptionem sulla necessità della predicazione degli insegnamenti cristiani e sulla idoneità dei predicatori
- 1918 – Prima guerra mondiale: sul Fronte Italiano inizia la seconda battaglia del Piave
- 1919 – Alcock e Brown completano il primo volo transatlantico senza scalo atterrando a Clifden, contea di Galway, Irlanda
- 1920 – Linciaggio di Duluth
- 1921 - Lettonia: la bandiera lettone, usata dal 18 novembre 1918, viene formalmente adottata dall'Assemblea Costituente della Lettonia
- 1943 – Primo volo del bombardiere tedesco Arado Ar 234 Blitz, il primo bombardiere a getto prodotto in serie
- 1944 – Seconda guerra mondiale: gli USA invadono Saipan
- 1957 – Viene fondata l'Università della tecnologia di Eindhoven
- 1959 – In Italia viene emanato il primo Testo unico del Codice della strada
- 1961 - Esce nelle edicole italiane la prima striscia della Collana Lampo in cui fa la sua prima apparizione il personaggio di Zagor, ideato da Guido Nolitta e Gallieno Ferri
- 1963 – A due anni dalla prima pubblicazione in Giappone, il brano Ue o muite arukō del cantante Kyū Sakamoto arriva alla prima posizione della classifica statunitense Billboard Hot 100
- 1969 - Incidente ferroviario di Barcellona-Castroreale
- 1977 – Il Commonwealth delle nazioni, per boicottare il regime di apartheid applicato in Sudafrica, sottoscrive l'Accordo di Gleneagles decretando l'isolamento sportivo del Sudafrica
- 1978 – Giovanni Leone si dimette dalla carica di sesto presidente della Repubblica Italiana
- 1979 – Il gruppo rock britannico Joy Division pubblica il proprio album di debutto Unknown Pleasures
- 1985
  - Tōru Hara, produttore cinematografico che aveva lavorato in Tōei Animation, converte lo studio d'animazione Topcraft (fallito per bancarotta il giorno prima) nello Studio Ghibli grazie a fondi della casa editrice Tokuma Shoten, che lo gestisce come società controllata[1]; molti dei professionisti di Topcraft riconfluiscono in Studio Ghibli, inclusi i registi Hayao Miyazaki e Isao Takahata
  - Un visitatore del museo Ermitage a San Pietroburgo attacca e danneggia il dipinto Danae di Rembrandt gettandogli addosso acido solforico e prendendolo a coltellate
- 1989
  - Il gruppo rock statunitense Nirvana pubblica il proprio album di debutto Bleach
  - Il gruppo rock statunitense The Offspring pubblica il proprio omonimo album di debutto
- 1991 – Il Monte Pinatubo, nel nord delle Filippine, erutta nella seconda più grande eruzione vulcanica del XX secolo, uccidendo oltre 800 persone
- 1994
  - Vengono stabilite relazioni diplomatiche fra Israele e Città del Vaticano
  - Esce nelle sale cinematografiche statunitensi il film Il re leone, 32º Classico Disney; la colonna sonora venderà oltre 10 milioni di copie nel mondo stabilendo un record per i film d'animazione[2]
- 1996 – A Manchester una bomba lanciata in un attentato terroristico ferisce più di 200 persone e causa numerosi danni nel centro della città
- 2001 – Esce nelle sale cinematografiche statunitensi il film Atlantis - L'impero perduto, 41º Classico Disney
- 2010 – Il primo ministro britannico David Cameron presenta una dichiarazione formale di scuse per la strage di Bodside del 1972, popolarmente nota come Bloody Sunday
- 2011 – Eclissi totale di Luna
- 2022 – Dopo 26 anni di uso, Microsoft ritira il suo popolare browser Internet Explorer a favore del sostituto Microsoft Edge

## Nati
Ci sono circa 1 120 voci su persone nate il 15 giugno; vedi la pagina Nati il 15 giugno per un elenco descrittivo o la categoria Nati il 15 giugno per un indice alfabetico.

## Morti
Ci sono circa 530 voci su persone morte il 15 giugno; vedi la pagina Morti il 15 giugno per un elenco descrittivo o la categoria Morti il 15 giugno per un indice alfabetico.

## Feste e ricorrenze

### Civili
Internazionali:
- Giornata mondiale contro gli abusi sugli anziani[3]

Nazionali:
- Italia - Festa dell'Arma di artiglieria dell'esercito italiano, nell'anniversario dell'inizio della battaglia del solstizio (1918)
- Italia - Anniversario della fondazione della Croce Rossa Italiana.
- Italia - Giornata nazionale della polo

### Religiose
Cristianesimo:
- Sant'Abramo di Clermont, monaco
- Sant'Amos, profeta
- Santa Barbara Cui Lianzhi, martire
- Santa Benilde di Cordova, martire
- San Bernardo di Mentone o di Aosta, sacerdote
- Sant'Esichio di Durostoro, martire
- Santa Germana Cousin o di Pibrac, vergine
- Sant'Isfrido di Ratzeburg, vescovo
- San Landelino, abate
- San Lotario di Séez, vescovo
- San Luigi Maria Palazzolo, sacerdote e fondatore
- Santi Modesto e Crescenzia, martiri
- San Pietro de Cervis, martire mercedario
- San Vito, martire
- Beata Albertina Berkenbrock, vergine e martire
- Beato Clemente Vismara, sacerdote missionario
- Beato Ferdinando del Portogallo, principe
- Beati Giovanni Rodriguez e Pietro da Teruel, mercedari
- Beato Pietro Nolasco Perra, mercedario
- Beati Pietro Snow e Rodolfo Grimston, martiri
- Beato Tommaso Scryven, monaco certosino, martire

Religione romana antica e moderna:
- Vestalia, nono e ultimo giorno (Vesta clauditur): chiusura del tempio
- Quando stercus delatum fas (Stercoratio Vestae)